# アフォガドス・ダ・インガゼイラFC
アフォガドス・ダ・インガゼイラ・フチボウ・クルービ（ポルトガル語: Afogados da Ingazeira Futebol Clube）は、ブラジル・ペルナンブーコ州アフォガドス・ダ・インガゼイラを本拠地とするサッカークラブ。

## 歴史
2013年12月18日設立。翌年のカンピオナート・ペルナンブカーノ・セリエA2が初参戦となった
。2016年に同リーグを2位で終えてカンピオナート・ペルナンブカーノに参戦した。2019年、同リーグを3位で終えてカンピオナート・ブラジレイロ・セリエDに参戦した。翌年2月にはコパ・ド・ブラジルでカンピオナート・ブラジレイロ・セリエA所属のアトレチコ・ミネイロを倒して話題となった。

## 歴代所属選手
- アンデルソン・レオナルド・ダ・シルバ・シャーヴェス 2022